# Corneli Lèntul
Els Cornelis Lèntuls (en llatí: Cornelii Lentuli) foren una de les principals famílies patrícies de l'antiga Roma, i formaven part de la gens Cornèlia. Els primers Lèntuls comencen a aparèixer al segle iv aC, i es perllongaren fins al segle i dC. El cognomen que els caracteritzava, Lèntul, és un diminutiu de lens, i significa 'llentilla'.
Fou una família tan nombrosa que se subdividí al seu torn en noves branques, per exemple els Cornelis Lèntuls Marcel·lins i els Cornelis Lèntuls Caudins. Cap a final de la República i primers anys de l'Imperi començaren a aparèixer Lèntuls de branca plebea, fins que aquesta divisió va deixar de ser rellevant; però, en realitat, els Lèntuls plebeus no eren originaris de la família, sinó que descendien de lliberts. Al començament de l'Imperi, els Lèntuls es van arrogar la propietat del monument funerari de la Torre dels Escipions de Tàrraco.

## Genealogia dels Lèntuls

### Branca principal
- Luci Corneli Lèntul, senador romà, el més antic dels Cornelis Lèntuls
  - Luci Corneli Lèntul, cònsol el 327 aC
  - Gneu Corneli Lèntul, potser germà de l'anterior
    - Servi Corneli Lèntul, cònsol el 303 aC

  - Tiberi Corneli Lèntul
    - Luci Corneli Lèntul Caudí, cònsol el 275 aC
      - Publi Corneli Lèntul Caudí, cònsol el 236 aC
        - Luci Corneli Lèntul Caudí, edil curul el 205 aC
        - Publi Corneli Lèntul Caudí, pretor el 203 aC

      - Luci Corneli Lèntul Caudí, cònsol el 237 aC
        - Publi Corneli Lèntul, pretor el 214 aC
        - Gneu Corneli Lèntul, cònsol el 201 aC
          - Luci Corneli Lèntul Llop, cònsol el 156 aC
          - Gneu Corneli Lèntul, cònsol el 146 aC
            - Corneli Lèntul, pretor el 137 aC
              - Gneu Corneli Lèntul, cònsol el 97 aC
                - Gneu Corneli Lèntul Clodià, cònsol el 72 aC
                  - Gneu Corneli Lèntul Clodià, pretor el 59 aC
                    - Gneu Corneli Lèntul Àugur, cònsol el 14 aC

                - Gneu Corneli Lèntul Batiat, propietari de l'escola de gladiadors d'Espàrtac
                  - Publi Corneli Dolabel·la, cònsol el 44 aC

        - Luci Corneli Lèntul, cònsol el 199 aC
          - Publi Corneli Lèntul, cònsol el 162 aC
            - Publi Corneli Lèntul, pretor el 128 aC
              - Publi Corneli Lèntul, pretor cap al 90 aC
                - Publi Corneli Lèntul Sura, cònsol el 71 aC

### Branca menor
- Servi Corneli Lèntul, edil curul el 207 aC
  - Servi Corneli Lèntul, pretor a Sicília el 169 aC
    - Servi Corneli Lèntul, pretor o procònsol cap al 110 aC a Àsia
      - Luci Corneli Lèntul, qüestor abans del 99 aC

### Cornelis Marcel·lins
- Publi Corneli Lèntul Marcel·lí, polític i orador destacat, nascut Marc Claudi Marcel, adoptat per un Corneli Lèntul desconegut
  - Gneu Corneli Lèntul Marcel·lí, cònsol el 56 aC
    - Publi Corneli Lèntul Marcel·lí, qüestor el 48 aC
      - Publi Corneli Lèntul Marcel·lí, cònsol el 18 aC

### Branques incertes
- Luci Corneli Lèntul, cònsol el 130 aC, potser el mateix que el pretor del 137 aC; avi de:
  - Luci Corneli Lèntul, procònsol a Àsia el 82 aC
    - Luci Corneli Lèntul Níger, flamen de Mart entre el 70 i el 56 aC
      - Publi o Luci Corneli Lèntul, flamen de Mart, successor del seu pare
        - Gneu Corneli Lèntul, cònsol el 18 aC
          - Cos Corneli Lèntul Getúlic, cònsol l'1 aC
            - Gneu Corneli Lèntul Getúlic, cònsol l'any 26
            - Cos Corneli Lèntul, cònsol l'any 25
              - Cos Corneli Lèntul, cònsol l'any 60

      - Luci Corneli Lèntul, cònsol el 38 aC
        - Luci Corneli Lèntul, cònsol el 3 aC

  - Luci Corneli Lèntul Crus, cònsol el 51 aC
    - Corneli Lèntul Cruscel·lió, participà en la Guerra dels Alliberadors

  - Publi Corneli Lèntul Espinter, cònsol el 57 aC
    - Publi Corneli Lèntul Espinter, qüestor i proqüestor d'Àsia el 44 aC

### Desconeguts
- Luci Corneli Lèntul, comissionat romà a Macedònia el 168 aC
- Lèntul, actor de mims del segle i dC